# The Future I Saw
The Future I Saw (私が見た未来, Watashiga mita mirai, en français Mes Visions du Futur) est un manga de Ryō Tatsuki publié le 1er juillet 1999. L'ouvrage compile un ensemble de rêves prémonitoires de l'autrice qu'elle avait consigné dans son journal de rêves à partir de 1985.

## Rumeur
L'ouvrage se fait remarquer en 2011 au Japon mais aussi en Chine ou encore en Thaïlande lorsque des liens sont faits entre le séisme de la côte Pacifique du Tōhoku et des indices et descriptions d'une catastrophe — dont sur la couverture de l'édition originale — qui aurait prédit un tel évènement pour mars 2011,,.
Le manga regagne en notoriété au premier semestre 2025 car il contiendrait des indices sur un séisme survenant le 5 juillet 2025 entre le Japon et les Philippines suivi d'un tsunami détruisant les régions côtières de l'océan Pacifique avec des vagues atteignant jusqu'à trois fois la hauteur de celles du tsunami de 2011 au Japon, à l'image du big one qui devrait frapper l'archipel japonais dans un futur indéterminé,. De plus, à partir du 21 juin, un essaim de séismes affecte les îles Tokara durant plusieurs semaines, à l'endroit où est prédit le séisme décrit dans le manga,,. Craignant une catastrophe naturelle majeure, de nombreuses personnes annulent leur séjour au Japon autour de la date du 5 juillet, notamment des touristes des pays et régions environnantes (Corée du Sud, Chine, Taïwan, etc.),. Ainsi, en dépit des appels des autorités et des scientifiques sur le fait qu'il est impossible de prédire un séisme, la préfecture de Tottori dans le sud-ouest du pays enregistre par exemple une baisse de 50 % des réservations de la part des visiteurs en provenance de Hong Kong pour cette période.